# Мидзусиро, Сэтона
Сэтона Мидзусиро (яп. 水城せとな Мидзусиро Сэтона, род. 23 октября 1971 года) — известная японская мангака. Свой путь начинала как автор додзинси (любительских комиксов). В 1993 была напечатана её дебютная работа — рассказ Fuyu ga Owarou Toshiteita, изданный в журнале Petit Comic издательства Shogakukan. В основном, её работы в жанрах сёдзё, дзёсэй, яой и были переведены на множество языков, включая китайский, английский, французский и немецкий.

## Работы
- Higan Sugi Made (彼岸過迄) (1994)
- Sleeping Beauty (スリーピングビューティー) (1994)
- Itsuka Suki da to itte (いつか好きだと言って Someday Tell Me You Love Me) (1995)
- Violinist (ヴァイオリニスト) 2 тома (1995)
- Mister Mermaid (ミスター マーメイド) (1996)
- 1999 Nen Shichi no Gatsu ~ Shanghai (１９９９年七の月～上海 The Seventh Month in 1999 — Shanghai) 4 тома (1998)
- Dōsei Ai Drama CD (同棲愛 ドラマ CD) (1999)
- Dōsei Ai (同棲愛) 11 томов (2001) (2010 переиздание)
- 100 Man Doru no Onna (１００万ドルの女) (1997)
- Futari no Tame ni Sekai wa Aru no (ふたりのために世界はあるの。 The World Exists for Just Us Two) (1998)
- Soko wa Nemuri no Mori (そこは眠りの森 There Lies the Sleeping Forest) (1998)
- Shōjo Ningyo (少女人形 Doll Girl) (1999)
- Allegro Agitato (アレグロ・アジタート) 2 тома (2000)
- Automatic Angel (オートマチック・エンジェル) 2 тома (2000)
- TWINS (2000)
- Maison de Beauties (メゾン・ド・ビューティーズ) 3 тома (2002)
- Kanojo tachi no X Day (彼女達のエクス・デイ) 2 тома (2003)
- Shokubutsu Zukan (植物図鑑) (2004)
- Shōjo Mangaka-san Chino Neko (少女漫画家さんちの猫) (2004)
- Diamond Head (ダイアモンド・ヘッド) 5 томов (2004)
- S (エス) 3 тома (2004)
- Kyūso wa Chiizu no Yume wo Miru (窮鼠はチーズの夢を見る The Cornered Mouse Dreams of Cheese) (2006)
- Hōka-go Hokenshitsu (放課後保健室 After School Nightmare) 10 томов (2008)
- Shitsuren Shokoratie (失恋ショコラティエ Heartbroken Chocolatier) 3 тома (продолжает выходить) (2008)
- Kuro Bara Alice (黒薔薇アリス Black Rose Alice) 5 томов (продолжает выходить) (2008)
- Sojou no Koi wa Nido Haneru (俎上の鯉は二度跳ねる The Carp On The Chopping Block Jumps Twice) 1 том (2009) — сиквел к Kyūso wa Chiizu no Yume wo Miru